# Amerika (musikalbum)
Amerika är det tredje studioalbumet av Bo Kaspers orkester, utgivet 30 september 1996. Det placerade sig som bäst på tredje plats på den svenska albumlistan.

## Låtlista
1. "Vi kommer aldrig att dö" - 4:25
2. "En ny skön värld" - 4:21
3. "Ett & noll" - 4:07
4. "Amerika" - 4:28
5. "Lika rädd som du" - 5:39
6. "Kvarter" - 3:25
7. "Är det där vi är nu" - 4:23
8. "En världsomsegling under havet" - 4:51
9. "Du kan" - 4:40
10. "Gott nytt år" - 5:18

## Listplaceringar
| Lista (1996-1998) | Topplacering |
| ----------------- | ------------ |
| Norge             | 5            |
| Sverige           | 3            |